# Centrotoma penicillata
Centrotoma penicillata é uma espécie de insetos coleópteros polífagos pertencente à família Staphylinidae.
A autoridade científica da espécie é Schaufuss, tendo sido descrita no ano de 1863.
Trata-se de uma espécie presente no território português.